# Niente di personale (programma televisivo)
Niente di personale (spesso abbreviato con la sigla NDP, logo del programma) era un talk show andato in onda il venerdì sera, e successivamente la domenica, su LA7 condotto dall'ex-direttore del TG LA7 Antonello Piroso.
Il logo e la sigla del programma sono stati realizzati dall'art director Alberto Traverso.
Dal 22 marzo 2011, il talk show è stato spostato al martedì, per poi essere chiuso nel 2012. La sigla della trasmissione era cantata da Giorgio Faletti.

## Struttura
Ogni puntata dura circa tre ore e prevede una prima parte dove alcuni ospiti raccontano storie personali in dialogo con Piroso.
Durante la seconda parte, invece, i due ospiti raccontano se stessi partendo da nove spunti abbinati ad una foto che scelgono casualmente poiché celati sotto i numeri da 1 a 9 che compaiono sul video wall.
All'interno del programma, tra un argomento e l'altro, si susseguono interpretazioni musicali della band della trasmissione e rubriche satiriche, come La Corriera della Sera.

## Ospiti
Tra i principali ospiti delle ultime edizioni ricordiamo Gigi Proietti, Simona Ventura, Mara Venier, Leo Gullotta, Gino Paoli, Giusy Ferreri, Tinto Brass, Alessio Boni, Alessandro Gassmann, Lucio Dalla, Amadeus, Claudio Baglioni, Enrico Mentana, Ornella Vanoni, Ryūichi Sakamoto, Lillo e Greg, Cinzia Giorgio, Franco Califano ,Platinette e Massimo Fini.